# Астерикс (комикс)
«Астерикс» или «Приключения Астерикса» — серия европейских комиксов Рене Госинни и Альбера Удерзо, главным героем которых является галл Астерикс.
Комикс впервые появился во франко-бельгийском журнале Pilote 29 октября 1959 года. Сюжет придумал Рене Госинни, художником выступил Альбер Удерзо. В 1977 году, после смерти Госинни, Удерзо продолжил выпускать комиксы самостоятельно. В 2009 году права на комикс были переданы издательству Hachette. На 2021 год вышло 39 книг комиксов.
Комикс рассказывает о приключениях жителей деревни галлов, сопротивляющихся римской оккупации. Для этого они используют волшебное зелье, созданное друидом Панорамиксом и дающее выпившему его сверхчеловеческую силу.
Главного героя, коротышку Астерикса, как правило, сопровождает в путешествиях толстяк Обеликс. В более поздних комиксах он выступает наравне с Астериксом и даже указывается в заголовке. Действие комиксов происходит как в родной деревне героев, так и по всему древнему миру.
Комикс является одним из самых популярных европейских комиксов, он переведён более чем на 100 языков. Двенадцать книг серии экранизированы в виде восьми мультфильмов и четырёх полнометражных фильмов. Общий тираж книг комиксов превысил 325 миллионов.

## История
До создания «Астерикса» Госинни и Удерзо выпустили успешный комикс Oumpah-pah, который публиковался в журнале «Тинтин». «Астерикс» первоначально выходил в журнале Pilote начиная с самого первого выпуска от 29 октября 1959 года. В 1961 году была опубликован первый сборник под заголовком Asterix the Gaul. С этого момента новые книги комиксов стали появляться практически ежегодно. Популярность комикса нарастала по экспоненте: первая книга разошлась тиражом 6 000 экземпляров, на следующий год тираж составил 20 000, в 1963 году — 40 000. Книги 1964 и 1965 года были проданы в количестве 150 000 и 300 000 соответственно. В 1966 году только первый тираж Asterix and the Big Fight разошёлся в 400 000 экземпляров, а девятая книга, впервые опубликованная в 1967, имела тираж 1,2 млн, который распродали всего за два дня.
На первых эскизах, нарисованных Удерзо, Астерикс выглядел традиционно для галльского воина большим и сильным. Однако этот образ не соответствовал задумке Госинни, который предлагал сделать главного героя небольшим и полагающимся на силу интеллекта, а не мускулов. Но Удерзо считал, что у маленького галла должен быть большой и сильный компаньон, и Госинни с этим согласился. Так появился Обеликс.
Несмотря на растущую популярность «Астерикса», прекратилось финансирование журнала Pilote. В результате он был куплен издательством Dargaud.
После смерти Госинни в 1977 году Удерзо, по просьбам читателей, продолжил рисовать комикс в одиночку. Однако частота появления выпусков снизилась. При этом большинство критиков и читателей отметило снижение уровня комиксов. Удерзо организовал собственное издательство Les Editions Albert-René, через которое публиковал все последующие комиксы об Астериксе своего авторства. Издательство Dargaud сохранило за собой права на первые 24 книги, созданные Удерзо и Госинни. В 1990 году Удерзо и родственники Госинни решили совместно отсудить права на эти комиксы у Dargaud. После долгих разбирательств Dargaud потеряло права на публикацию комиксов и продало их. Удерзо передал права публикации этих комиксов компании Hachette, но сохранил за собой (40 %), Сильвией Удерзо (20 %) и Анной Госинни (40 %).
Первоначально Удерзо объявил, что не хочет, чтобы серия продолжалась после его смерти (так же, как Эрже поступил в отношении «Приключений Тинтина»), но в 2008 изменил решение и продал принадлежавшую ему долю Hachette, которая завладела издательством и всеми правами на комиксы.
В 2009 году в письме в газету Le Monde дочь Удерзо, Сильвия, высказалась отрицательно о решении отца продать издательскую кампанию и права на создание нового «Астерикса». Она писала: «… соавтор „Астерикса“ предал галльского воина в пользу современных римлян, людей промышленности и финансов». Однако дочь Рене Госинни, Анна, также дала согласие на продолжение серии, одновременно с Удерзо продав принадлежащую ей часть прав. Она, как сообщалось, заявила, что «Астерикс уже имел две жизни: одну, когда был жив отец, и вторую — без него. Почему он не может получить третью?». Через несколько месяцев Удерзо назначил трёх ассистентов продолжать серию. В 2011 он объявил, что новая книга комиксов об Астериксе выйдет в 2013 году, сценарий его создаст Жан-Ив Ферри, а нарисует Фредерик Мебарки. Через год, в 2012 году, издательство Albert-René объявило, что Фредерик Мебарки больше не участвует в создании комикса, так как ощущает слишком большую ответственность, следуя за Удерзо. Вместо Мебарки к работе подключился художник Дидье Конрад, а выход новой книги был перенесён на более поздний срок.

## Список комиксов
1. Астерикс из Галлии[фр.] (фр. Astérix le Gaulois, 1961 год)
2. Золотой серп[фр.] (фр. La Serpe d'or, 1962 год)
3. Астерикс и Готы[фр.] (фр. Astérix et les Goths, 1963 год)
4. Астерикс Гладиатор[фр.] (фр. Astérix gladiateur, 1964 год)
5. Пробег по Галлии[фр.] (Большой пир) (фр. Le Tour de Gaule d'Astérix, 1965)
6. Астерикс и Клеопатра[фр.] (фр. Astérix et Cléopâtre, 1965)
7. Поединок вождей[фр.] (Большая битва) (фр. Le combat des chefs, 1966)
8. Астерикс в Британии[фр.] (фр. Astérix chez les Bretons, 1966)
9. Астерикс и Норманны[фр.] (фр. Astérix et les Normands, 1966)
10. Астерикс Легионер[фр.] (фр. Astérix légionnaire, 1967)
11. Арвернский щит[фр.] (Щит вождя) (фр. Le bouclier Arverne, 1968)
12. Астерикс на Олимпийских играх[фр.] (фр. Astérix aux Jeux Olympiques, 1968)
13. Астерикс и Котелок[фр.] (фр. Astérix et le chaudron, 1969)
14. Астерикс в Испании[фр.] (фр. Astérix en Hispanie, 1969)
15. Раздор[фр.] (Римский агент) (фр. La Zizanie, 1970)
16. Астерикс в Швейцарии[фр.] (фр. Astérix chez les Helvètes, 1970)
17. Обитель богов[фр.] (фр. Le Domaine des dieux, 1971)
18. Лавровый венок Цезаря[фр.] (фр. Les Lauriers de César, 1972)
19. Предсказатель[фр.] (фр. Le Devin, 1972)
20. Астерикс на Корсике[фр.] (фр. Astérix en Corse, 1973)
21. Подарок Цезаря[фр.] (фр. Le Cadeau de César, 1974)
22. Великое плавание[фр.] (фр. La Grande traversée, 1975)
23. Обеликс и компания[фр.] (фр. Obélix et Compagnie, 1976)
24. Астерикс в Бельгии[фр.] (фр. Astérix chez les Belges, 1979)
25. Большой ров[фр.] (фр. Le Grand fossé, 1980)
26. Одиссея Астерикса[фр.] (Астерикс и Чёрное золото) (фр. L'Odyssée d'Astérix, 1981)
27. Астерикс и Сын[фр.] (фр. Le Fils d'Astérix, 1983)
28. Астерикс и Волшебный ковёр[фр.] (фр. Astérix chez Rahazade, 1987)
29. Роза и меч[фр.] (Секретное оружие) (фр. La Rose et le glaive, 1991)
30. Галера Обеликса[фр.] (Астерикс и Обеликс в море) (фр. La Galère d'Obélix, 1996)
31. Астерикс и Актриса[фр.] (фр. Astérix et Latraviata, 2001)
32. Астерикс возвращается в школу[фр.] (фр. Astérix et la rentrée gauloise, 2003)
33. Небо падает им на головы[фр.] (Астерикс и Падающее небо) (фр. Le ciel lui tombe sur la tête, 2005)
34. День рождения Астерикса и Обеликса — Золотая книга[фр.] (фр. L'Anniversaire d'Astérix et Obélix - le Livre d'Or, 2009)
35. Астерикс и Пикты[фр.] (фр. Astérix chez les Pictes, 2013)
36. Астерикс и Потерянный свиток[фр.] (фр. Le Papyrus de César, 2015)
37. Астерикс и Гонки на колесницах[фр.] (фр. Astérix et la Transitalique, 2017)
38. Дочь Верцингеторикса[фр.] (фр. La Fille De Vercingétorix, 2019)
39. Астерикс и Грифон[фр.] (фр. Asterix et le Griffon, 2021)
40. Астерикс Белый Ирис[фр.] (фр. L'Iris blanc, 2023)
41. Астерикс в Лузитании[фр.] (фр. Astérix en Lusitanie, 2025)